# Trofosoma

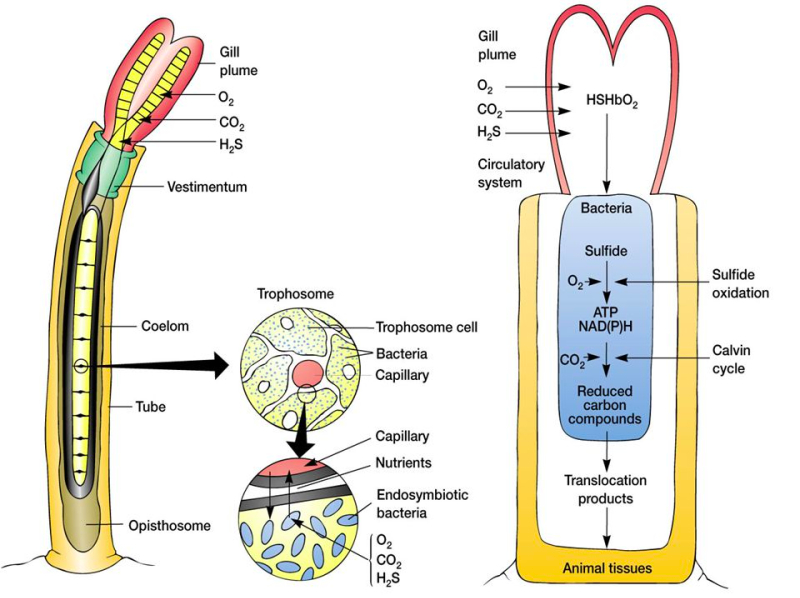
Trofosoma all'interno di un Siboglinidae, a destra sono riassunte le reazioni chimiche che avvengono all'interno di un batterio nel trofosoma

Il trofosoma è un organo specializzato presente nelle specie di policheti della famiglia Siboglinidae. Uno dei suoi vantaggi è di permettere a questi organismi di sopravvivere negli abissi oceanici in prossimità di sorgenti idrotermali e dov'è presente un'elevata concentrazione di solfuri. 

## Struttura
Il trofosoma è composto da tessuto spugnoso altamente vascolarizzato che occupa la maggior parte della cavità celomatica dell'anellide ed è contenuto all'interno del sacco a parete sottile dell'organismo. È costituito da batteriociti, cellule contenenti batteri chemioautotrofi, i quali sono in grado di ossidare i solfuri presenti in acqua ricavando energia che viene utilizzata per produrre ATP e per fissare l'anidride carbonica in molecole più complesse che poi vengono utilizzate dall'organismo ospite.

## Trasporto
Un'importante specie animale che possiede il trofosoma è Riftia pachyptila, anellide sprovvisto di bocca, di apparato digerente e di qualsiasi altro mezzo per ingerire particelle di cibo. Il problema di procurarsi i nutrienti necessari per la sopravvivenza viene risolto dalla simbiosi con i batteri presenti nel trofosoma. Quindi, l'animale dipende dai microrganismi per i sottoprodotti dei loro cicli di fissazione del carbonio che sono necessari per la sua crescita. Allo stesso tempo, i batteri, non avendo nessun contatto con l'ambiente esterno, si affidano all'animale per assimilare nutrienti necessari alle loro reazioni metaboliche e per l'eliminazione dei prodotti di scarto provenienti dalle vie di fissazione del carbonio.
La respirazione aerobica che viene effettuata dall'animale dovrebbe essere compromessa dalla presenza dei solfuri che si legano ai siti di legame dell'ossigeno presenti sull'emoglobina e inibendo l'azione della citocromo-c-ossidasi. È stato osservato che l'emoglobina di Riftia può circolare liberamente nel sangue anziché trovarsi sui globuli rossi, inoltre è estremamente affine all'ossigeno e lega contemporaneamente anche i solfuri evitando ad essi di andare ad inibire l'attività del citocromo. Ossigeno e solfuri vengono così trasportati nel trofosoma e rilasciati nei batteriociti.